# Luna 2
Luna 2 je bila je sovjetska svemirska sonda i prva svemirska letjelica koja je dotakla neko drugo nebesko tijelo. Cilj je ostvarila 13.9. 1959. kada se srušila na Mjesec na području Mare Imbrium. Letjelica nije detektirala nikakvo magnetsko polje oko Mjeseca.